# 油団
油団（ゆとん、ゆたん）は、日本の伝統工芸品の一つで、敷物として使われる。
幾重にも貼り重ねた和紙の表面に荏胡麻油を、裏面に柿渋を塗って作られる（漆が用いられることもある）。
暑さをしのぐため、夏場に畳の上に敷く（俳句の夏の季語にもなっている）。100年以上使い続けることができる場合もある。手や裸足で触れると、ひんやりした感じがある。幕末にイギリスの駐日公使を務めたハリー・パークスが興味を抱いて持ち帰った切れ端がヴィクトリア&アルバート博物館に保管されている。
秋になると巻いて、土蔵などに仕舞われる。1枚の油団を仕上げるのに上質な和紙を15～20層分使い、和紙を1枚貼る度に打ち刷毛で叩く。8畳のもので約1万回叩かれ、3～4ミリメートルの薄さになる。